# Портал (Северная Дакота)
Портал (англ. Portal) — город США, город в штате Северная Дакота. По состоянию на 2013 год, численность населения составляла 162 человека.

## История
Город был основан в 1893 году, и является одним из трёх в штате пропускных пунктов на границе с Канадой, работающим круглосуточно и круглогодично.

## Географическое положение
Город расположен в 31 км севернее столицы округа Берк, города Боубелс. Климат влажный континентальный, с жарким летом и холодной зимой.

## Население
Расовый состав согласно оценкам Бюро переписи населения США на 2010 год:
- белые - 92,0 %
- латиноамериканцы − 4,0 %
- индейцев, алеутов и эскимосов — 2,4 %
- афроамериканцы — 0,8 %
- Две и более национальностей — 0,8 %

Гендерный состав 54,8 % мужчин и 45,2 % женщин. Средний возраст населения составляет 46,6 года.

## Экономика
Наибольшая занятость населения округа в отраслях: государственная служба, транспорт и логистика, услуги питания и проживания.

## Транспорт
- Железнодорожная станция.

## Полиция
За порядок и безопасность жителей города отвечает Офис шерифа округа Берк, в составе 6 приведённых к присяге сотрудников, и 1 гражданского служащего.